# Antônio Virzi
Antônio Virzi (* 13. Mai 1882 in Palermo; † 1954 in São Paulo) war ein italienisch-brasilianischer Architekt, der im Jahre 1910 für verschiedene Projekte nach Rio de Janeiro kam. Seine brasilianische Werke werden gerne mit denen des berühmten katalanischen Architekten Antonio Gaudi verglichen.

## Leben
Virzi wurde in Palermo auf Sizilien als Sohn von Henrique und Maria Bruno Virzi geboren, ging um 1910 nach Rio de Janeiro und starb mit 72 Jahren in São Paulo.
Informationen, nach denen Virzi in Turin studiert haben soll, sind dokumentarisch nicht belegt, wohl aber Architekturstudien an der Akademie der Schönen Künste in Neapel und an der Akademie der Schönen Künste in Mailand. Die Teilnahme an einem speziellen Kurs der klassischen Architektur am Königlichen Polytechnikum Mailand gibt einen Hinweis auf die möglicherweise dort abgelegte Abschlussprüfung und den erworbenen Titel.
Beruflich war er bereits in Italien erfolgreich. Er erhielt mehrere Preise bei architektonischen Wettbewerben, z. B. für den Palácio do Banco Comercial in Parma und für den Palácio dos Correios e Telégrafos in Mailand sowie eine „Große Brücke“ aus Stahlbeton in der Provinz Bergamo. Außerdem wurde sein Entwurf für einen kleinen Pavillon auf der Exposição Nacional 1906 in Mailand prämiert.

## Werke
Zu seinen wichtigsten architektonischen Leistungen in Rio gehören der Palacete Martinelli, das Haus der Smith Vasconcelos in der Avenida Atlântica, das amerikanische Kino in Copacabana und das Haus in der Rua do Russel. Zu den beeindruckenden, von Virzi gestalteten Gebäuden gehört auch die berühmte Elixir-Nogueira-Fabrik im Besitz von Renault Gervário da Silveira. Der Bau des Gebäudes 1916 war von kontroversen Diskussionen begleitet, da Virzi, der kein Anhänger der konventionellen Techniken der Architektur war, die ersten beiden Etagen mit zylindrischen und die oberen Stockwerke in rechteckige Formen gestaltete. Die Fabrik wurde 1970 unter Protest aus der Bevölkerung ohne jede Erklärung abgerissen. Leider ist generell von all dem, mit dem Virzi die Stadt Rio einst verschönerte, wenig bestehen geblieben. Eine Ausnahme ist die Casa sem Vidros auf der Rua Sá Ferreira, 80, jetzt eine öffentliche Bibliothek.

## Ausstellungen und Ehrungen
1928 erhielt Virzi eine Bronzemedaille im Bereich Architektur auf der 35. Exposição Geral de Belas Artes in Rio de Janeiro.
1988 bis 1989 fand eine in Gávea von Funarte – das ist die nationale Kulturstiftung − und dem Instituo Italiano di Cultura veranstaltete Antonio-Virzi-Ausstellung statt.